# Roger Gurski
Roger Gurski (né le 11 juillet 1997 à Andernach) est un athlète allemand, spécialiste du 200 m.
Il mesure 1,74 m pour 75 kg. Son record personnel sur 200 m est de 20 s 42, réalisé à Iéna en mai 2017, avec vent favorable de 1,8 m/s. En 2016, il avait couru en 20 s 64.
Il bat le record européen junior du relais 4 x 100 m, pour remporter la médaille de bronze lors des Championnats du monde de 2016. Le 16 juillet 2017, il remporte la médaille d'or du relais 4 x 100 m lors des Championnats d'Europe espoirs à Bydgoszcz, après avoir obtenu le bronze du 200 m.